# Growler

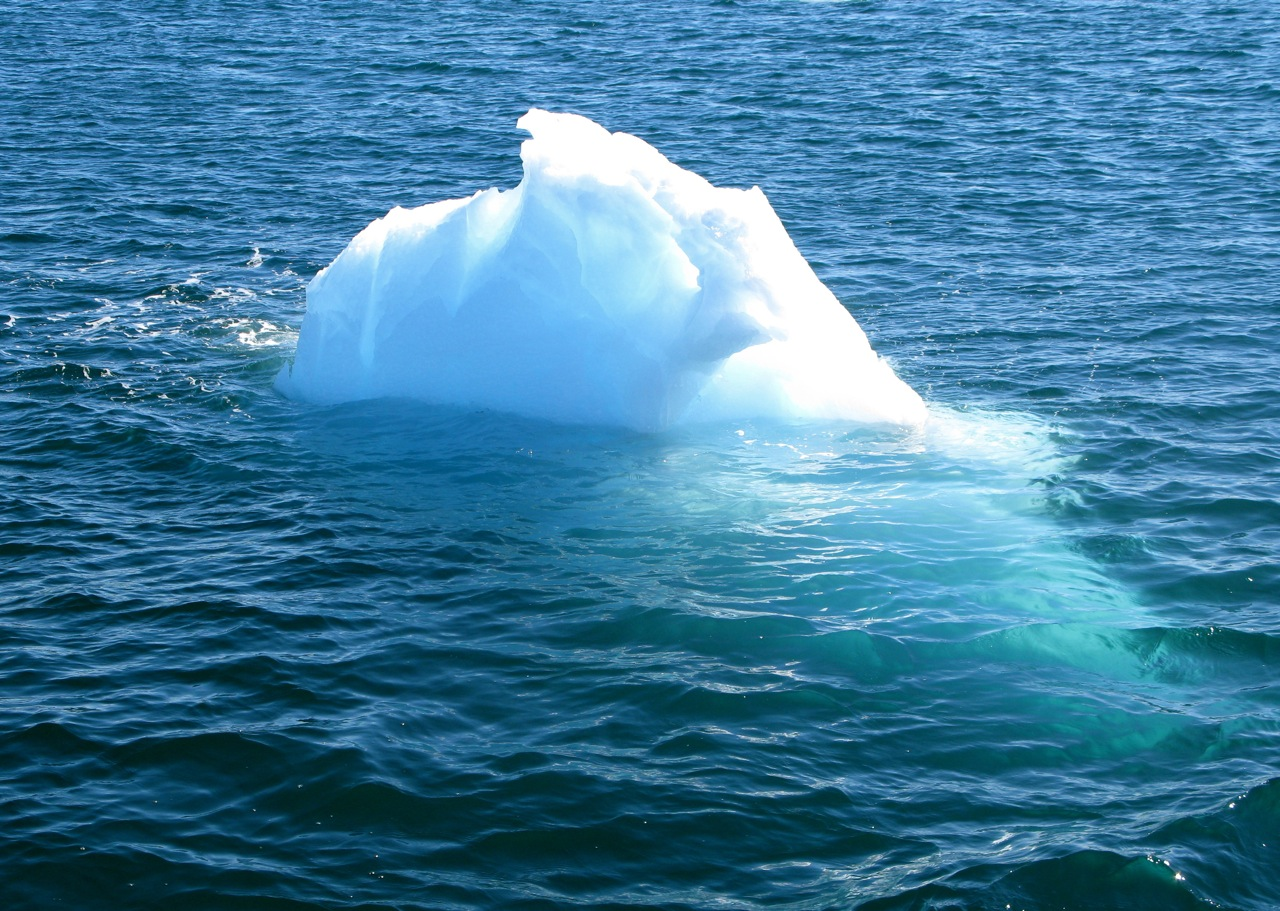
Growler

Growler, odłamek góry lodowej – zwarta bryła lodu, mniejsza od góry lodowej i odłamu góry lodowej, oddzielona od lodowca, pływająca lub osiadła na dnie. 
Definicja Światowej Organizacji Meteorologicznej (1970) mianem growlera określa bryłę lodu wystającą ponad lustro wody na wysokość mniejszą niż 1 metr i zajmującą powierzchnię ok. 20 m².